# Valea Țupilor
Valea Țupilor falu Romániában, Erdélyben, Fehér megyében.

## Fekvése
Mogos közelében fekvő település.

## Története
Valea Ţupilor korábban Mogos része volt, 1956 körül vált külön 119 lakossal.
1966-ban 117 lakosából 116 román, 1 magyar volt. 1977-ben 68, 1992-ben 69, 2002-ben pedig 52 román lakosa volt.